# Elezioni presidenziali in Cile del 1970
Le elezioni presidenziali in Cile del 1970 si tennero il 4 settembre. Poiché nessun candidato ottenne la maggioranza assoluta dei voti, il Congresso nazionale procedette ad eleggere il presidente scegliendo tra i due candidati che avevano ottenuto più voti, secondo quanto previsto dalla Costituzione del 1925.
Un accordo tra la sinistra e i cristiano-democratici del presidente uscente Frei permise il 24 ottobre la vittoria di Salvador Allende del Partito Socialista del Cile, che divenne Presidente con 153 voti contro i 35 di Alessandri e 7 astenuti.

## Quadro politico

### Unidad Popular

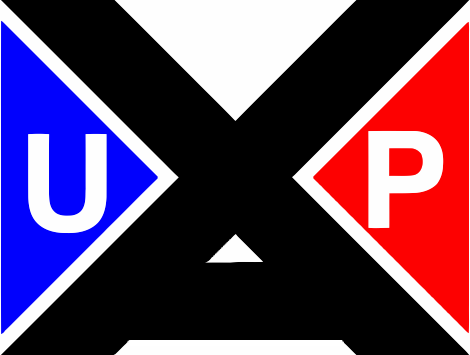
Simbolo della Unidad Popular.

La sinistra era rappresentata dalla coalizione dell'Unidad Popular formata da socialisti, comunisti, radicale e democratici cristiani dissidenti. Tale coalizione sostituì il Frente de Acción Popular.
All'interno della neonata coalizione i singoli partiti proposero propri esponenti da candidare alla presidenza in nome di tutta l'alleanza: Salvador Allende, del Partito Socialista del Cile; Pablo Neruda, del Partito Comunista del Cile; Alberto Baltra, del Partito Radicale del Cile; Jacques Chonchol e Rafael Tarud entrambi esponenti del Partito Democratico Cristiano del Cile.
Allende sembrava essere favorito ma all'interno del gruppo socialista e comunista non convinse il suo programma incline alla socialdemocrazia e per le sue sconfitte subite precedentemente. Tuttavia le candidature social-cristiane e radicale furono ritirate per sostenere Allende mentre il partito comunista rinunciò infine alla presentazione del candidato presidenziale.
La scelta del candidato unico della coalizione fu adoperata da un comitato centrale che sarebbe stato anche influente nelle scelte del governo nel caso in cui Allende fosse risultato eletto Presidente del Cile.

### Partito Nazionale
Il Partito Nazionale e i dissidenti radicali di Democrazia Radicale sostennero la candidatura dell'ex Presidente Jorge Alessandri in qualità di indipendente conservatore. Obiettivo della candidatura era il proseguimento della tradizionale politica di stampo conservatrice e liberista in campo economico in alternativa alla nazionalizzazione proposta sia dal Partito Socialista del Cile che dal Partito Democratico Cristiano del Cile.
Gli Stati Uniti finanziarono la sua campagna elettorale, come con Eduardo Frei Montalva, ma i fondi destinati alla destra furono solo di 350.000$. Gli USA sostennero la campagna elettorale della destra nel timore che Allende vincesse le elezioni e trascinasse il paese nell'area dell'Unione Sovietica.

### Partito Democratico Cristiano del Cile

Simbolo della Partito Democratico Cristiano del Cile.

Il Partito Democratico Cristiano del Cile sostenne la candidatura di Radomiro Tomic, esponente dell'ala sinistra del partito, critico del centrismo di Eduardo Frei Montalva e sostenitore del modello del centro-sinistra e favorevole alla nazionalizzazione di alcune imprese private di interesse pubblico. Tomic propose un'alleanza con l'Unidad Popular sia in caso di vittoria che di sconfitta alle elezioni per creare un'alternativa alla destra liberista e conservatrice. Frei Montalva non sostenne la sua candidatura e nei confronti della sfida elettorale rimase neutrale, sostenendo nessuno dei tre candidati.
La vicinanza con la UP si concretizzò con un patto stipulato sia con la destra che con la sinistra: la DC riconosceva la vittoria di Allende se questo avesse preso più di 5.000 voti rispetto ad un altro candidato e 100.000 nel caso della vittoria di Alessandri.
Questa vicinanza alla sinistra non piacque però all'elettorato di centro e di centro-destra che nel 1964 aveva sostenuto Frei Montalva. Per questo motivo Tomic risultava terzo nei sondaggi ed era considerato vicino alle posizioni di Allende, specialmente in ambito economico e nella politica estera anche se oppositore alla vicinanza con l'URSS ma critico anche verso gli Stati Uniti.

## Risultati
| Candidati                  | Liste                                   | Voti      | %     | Voti del Congresso |
| -------------------------- | --------------------------------------- | --------- | ----- | ------------------ |
| Salvador Allende           | Partito Socialista del Cile             | 1.075.616 | 36,63 | 153                |
| Jorge Alessandri Rodríguez | Partito Nazionale - Democrazia Radicale | 1.036.278 | 35,29 | 35                 |
| Radomiro Tomic Romero      | Partito Democratico Cristiano del Cile  | 824.849   | 28,08 | -                  |
| Totale                     | Totale                                  | 2.936.743 |       | 188                |